# Abdul Sattar Edhi
Abdul Sattar Edhi (urdu: عبد الستار ایدھی, gujarati: અબ્દુલ સત્તાર ઇદી, også kaldet Edhi (født 29. februar 1928 i Bantva i Bantva Manavadar, død 8. juli 2016 i Karachi i Pakistan) var en pakistansk filantrop. Han var leder af Edhi Foundation, som blandt andet driver verdens største frivillige ambulancetjeneste. Også kendt som Pakistans »Fader Teresa«. Modtager af en lang række af internationale udmærkelser og priser.